# Obuse (Nagano)
Obuse (jap.: 小布施町, -machi) ist eine Stadt in Kamitakai-gun in der Präfektur Nagano auf der japanischen Hauptinsel Honshū.

## Geographie
Obuse liegt im Norden des Naganotals im Nordosten der Präfektur Nagano. Auf einer Fläche von 19,07 km² leben 11.478 Menschen (Stand: 1. April 2009). Die Ausdehnung des Verwaltungsgebiets beträgt 5,7 km von West nach Ost und 4,8 km von Nord nach Süd. Die Länge der Stadtgrenze beträgt 20,4 km. Obuse liegt am Chikuma. Angrenzende Kommunen sind die Großstädte (shi) Nagano, Nakano und Suzaka sowie das ebenfalls zu Kamitakai-gun gehörende Dorf (mura) Takayama.

## Geschichte
Auf dem Gebiet von Obuse gab es seit der Heian-Zeit Siedlungen. Als moderne Verwaltungsgemeinde entstand Obuse als Dorf am 1. April 1889 gegründet. Am 1. Februar 1954 erfolgte die Ernennung zur Stadt. Am 1. November des gleichen Jahres wurde das benachbarte Dorf Tsusumi in Obuse eingegliedert.

## Verkehr
Durch Obuse führt die Nagano-Linie der Bahngesellschaft Nagano Dentetsu, an der die Bahnhöfe Obuse und Tsusumi liegen.
Durch Obuse führen die Nationalstraßen 18 und 403 sowie die Jōshin’etsu-Autobahn. Eine allgemeine Anschlussstelle besteht nicht, jedoch kann man an der Autobahnraststätte Obuse auf die Autobahn fahren, sofern man das Mauteinzugssystem ETC nutzt.

## Bildungseinrichtungen
In Obuse gibt es drei Kindergärten, eine Grundschule und eine Mittelschule. Alle diese Einrichtungen befinden sich in städtischer Trägerschaft.

## Sehenswürdigkeiten
In Obuse gibt es insgesamt zwölf Museum. Unter diesen befindet sich das Hokusaikan, ein Kunstmuseum, das dem Werk des Edo-zeitlichen Malers Katsushika Hokusai, der vier Jahre seines Lebens in Obuse verbracht hat, gewidmet ist. Es wurde im Jahre 1976 eröffnet.
Weitere Sehenswürdigkeiten sind:
- Ganshōin - buddhistischer Tempel der Sōdō-Schule
- Obuse-Onsen
- Reste der Burg Karida

## Städtepartnerschaften
- Sumida, Japan (seit 1996)

## Weblinks

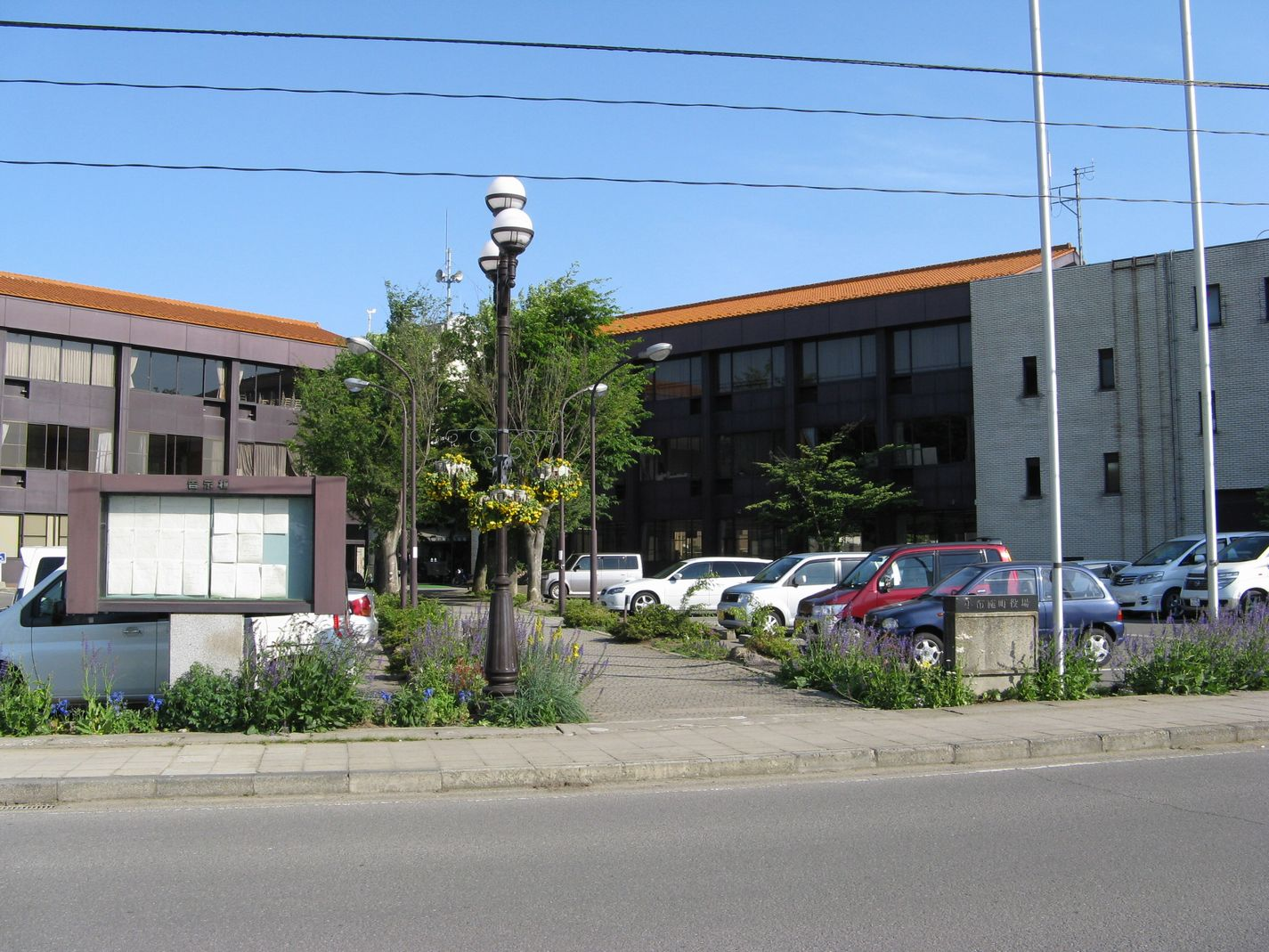
Rathaus